# تشارلز أ. فورد
تشارلز أ. فورد (بالإنجليزية: Charles A. Ford)‏ هو دبلوماسي أمريكي، ولد في 1950 في دايتون في الولايات المتحدة.

## وصلات خارجية
- تشارلز أ. فورد على موقع إن إن دي بي (الإنجليزية)